# جولیوس تامسون (ورزشکار)
جولیوس تامسون (انگلیسی: Julius Thomson; ۴ سپتامبر ۱۸۸۲ – ۲۶ اکتبر ۱۹۴۰) قایقران روئینگ اهل کانادا بود.